# Fort Seward (Californie)

Fort Seward désigne un groupe de communes du nord de la Californie, dans le comté de Humboldt (Californie), le long du fleuve Eel.

## Histoire
Le 25 septembre 1861, le Major Charles S. Lovell décida d'implanter un premier fort sur la rivière Eel à la suite d'escarmouches avec les indiens, sur un site que lui avait recommandé le Lieutenant Joseph B. Collins. Abandonné en 1862, le fort fut renforcé en 1872. Il a pris le nom de William H. Seward, secrétaire d'État du président Abraham Lincoln.